# Muere, monstruo, muere
Muere, monstruo, muere es una película argentina de terror de 2018 escrita y dirigida por Alejandro Fadel. La película fue seleccionada para participar en la 71.ª edición del Festival de Cannes en la sección Un Certain Regard.
El título de la película proviene de la canción homónima del grupo de heavy metal argentino Almafuerte, la cual abre su último disco, Trillando la fina (2012).

## Sinopsis
En una zona alejada de la Cordillera de los Andes encuentran el cuerpo cercenado de una mujer. Cruz, un oficial de la policía rural, se hace cargo de la investigación. David, esposo de Francisca (quien a su vez es la amante de Cruz), se convierte rápidamente en el principal sospechoso. Cuando lo internan a David en un hospital psiquiátrico, culpa de lo sucedido a un monstruo que se le aparece repentina e inexplicablemente. Cruz comienza a sospechar que lo que dice David es cierto y su investigación lo lleva a descubrir algo impensado, mientras al mismo tiempo aparecen más cadáveres de mujeres asesinadas y mutiladas.

## Reparto
- Víctor López ... Cruz
- Esteban Bigliardi ... David
- Tania Casciani ... Francisca
- Francisco Carrasco ... El niño
- Romina Iniesta ... La psiquiatra
- Sofía Palomino ... Sara
- Stéphane Rideau ... El monstruo
- Jorge Prado ... El Capitán

## Producción
La película fue filmada en localidades de la Provincia de Mendoza, siendo el Valle de Uco la locación principal en dicho territorio. Además, algunas de las otras escenas filmadas durante el invierno de 2017 en la provincia incluyen lugares como Tupungato, Tunuyán, San Rafael, la Caverna de Las Brujas en Malargüe, Huayquerías al noreste de San Carlos, Ciudad de Mendoza, Potrerillos, Uspallata y Villavicencio.

## Premios y nominaciones

### Participación en festivales de cine
| Festival           | Fecha de evento         | Categoría         | Premio   |       |
| ------------------ | ----------------------- | ----------------- | -------- | ----- |
| Festival de Cannes | 9 al 19 de mayo de 2018 | Un Certain Regard | Nominada | [ 2 ] |